# La peli
La peli je uruguaysko-argentinský nezávislý dramatický film z roku 2007, který natočil argentinský režisér Gustavo Postiglione. V hlavní roli filmového režiséra, který se pokouší dokončit svůj natáčený snímek, ale má problémy s jeho příběhem, se postupně vystřídali tři herci (Carlos Resta, Norman Briski, Darío Grandinetti). Potíže však má i v osobním životě s přítelkyní (Noelia Campo), což jej emočně zcela vyčerpá.

## Příběh
Diego je bývalý filmový režisér, nyní žijící na pobřeží moře, kde provozuje bar. Ve vzpomínkách se vrací k době, kdy býval úspěšným filmařem, než ho postihl tvůrčí i osobní kolaps. Při natáčení snímku El ocaso de la tierra, politického thrilleru o 70. letech 20. století, který měl být inspirován brazilskou novou filmovou vlnou, se dostane do slepé uličky. Zastihla jej kreativní krize, takže ještě během produkce filmu nemá dokončený jeho scénář. Navíc musí v hlavních rolích pracovat s nekvalitními herci, byť to jsou jeho přátelé. Ani v osobním životě to nemá Diego jednoduché. Má vztah s mladou urugayskou přítelkyní Anou, jež dříve bývala jeho studentkou. Nedokáže se však oprostit od svého díla. Aně se nelíbí, že režisér u nich doma často nechává zapnutou kameru, i včetně intimních chvílí, a tyto záběry mu slouží jako inspirace pro film, který se po těchto změnách pomalu mění z politického na erotický. Dívka se proto rozhodne se od něj odejít. Diego, který je však do ní skutečně zamilovaný, nyní neví co dál. Trápí se životem a pije, film se mu rozpadá pod rukama. Nakonec přímo z natáčení uteče neznámo kam. Pokusí se zahnat samotu románkem s novinářkou Lolou, která jej požádá o rozhovor a která se do něj zamiluje, i návštěvou baru a nočního klubu. Zatímco jej média usilovně hledají, Diego se vydá sledovat Anu, která se mezitím stihla dát dohromady s politikem kandidujícím ve volbách. Po protrápené noci v hotelu, během níž střelí z pistole novináře, dojde k prozření. Rozhodne se opustit svůj svět a zamíří autobusem pryč. V baru na pobřeží nyní Diego čeká na Anu, se kterou se má po několika letech setkat. Mají si hodně co říct, povídají si dlouho, až nakonec mu Ana odpustí. Oba v sobě najdou vášeň a touhu opět spolu žít.

## Obsazení
- Darío Grandinetti jako Diego Simonney I
- Norman Briski jako Diego Simonney II
- Carlos Resta jako Diego Simonney III
- Noelia Campo jako Ana
- Natalia Oreiro jako Lola Montero
- Jazmín Stuart jako Belén
- Raúl Calandra jako Carlos
- Soledad Gilmet jako Julia
- Diego Lerer jako Federico
- Gustavo Guirado jako Marco
- Jacqueline Delleville jako prostitutka
- Miguel Franchi jako Tipo
- Roberto Moyano jako Leo
- Anabel Martín jako novinář
- Mariano Raimondi jako produkční
- Natalia Leggio jako asistentka režie
- Héctor Molina jako kameraman

## Produkce
Film La peli je závěrečným snímkem volné trilogie režiséra a scenáristy Gustava Postiglioneho, který je úzce spjatý se svým rodným městem Rosario. Trojici tematicky propojených filmů začal snímkem El asadito (2000), po němž následoval film El cumple (2002). V době premiéry El asadita režisér předpokládal, že bude La peli natáčet během roku 2002. Produkce však byla odložena o čtyři roky. V první polovině roku 2006 se připravovalo natáčení snímku, do hlavních rolí byli obsazeni Darío Grandinetti, Norman Briski, Carlos Resta a Jazmín Stuart. Rosarijský herec Resta často s Postiglionem na jeho filmech spolupracoval, zatímco pro Grandinettiho, rovněž rodáka z Rosaria, to byla první příležitost. S Postiglionem a Restou se setkal o několik let dříve a díky jejich vyprávění začal mít o projekt zájem. Stuart již s režisérem také dříve pracovala a Briskiho získal filmař při své práci pro televizi. Grandinetti, Briski a Resta měli ve filmu za úkol postupně ztvárnit jedinou osobu, hlavní postavu režiséra Diega, který mění vnímání své podoby na základě svého emočního rozpoložení. Hlavní ženskou roli získala jako svůj filmový debut Uruguayka Noelia Campo, ve snímku hrají i další uruguayští herci, neboť se jednalo o uruguaysko-argentinskou koprodukci. V malé vedlejší roli španělské novinářky se objevila Natalia Oreiro, která si postavu ve scénáři, jež se k ní dostal přes Noelii Campo, vybrala, neboť měla zájem spolupracovat s Postiglionem. Původně jí byla nabídnuta i hlavní ženská role, tu však musela odmítnout kvůli probíhající práci pro televizi. Produkce filmu La peli probíhala v červenci a srpnu 2006 v Rosariu, úvodní a závěrečné záběry byly pořízeny v Uruguayi v Punta Coloradě. Oreiro své scény natočila za jeden den během víkendové přestávky při natáčení seriálu Jsi můj život. Počátkem roku 2007 byl snímek vybrán pro březnový filmový festival v Mar del Platě, který se měl stát jeho premiérou. Kvůli festivalové kritice ohledně přílišné délky filmu, jež činila 159 minut, byl pro kinodistribuci a následné vydání na nosičích režisérem sestříhán na 119 minut.
Hudbu pro film složil rosarijský skladatel Iván Tarabelli.

## Vydání
Film La peli měl premiéru v hlavní mezinárodní soutěži v Mar del Platě 10. března 2007. Promítán byl také v dubnu na festivalu argentinských filmů v Madridu a v témže městě na mezinárodním festivalu v říjnu 2007 (společně s prvními dvěma snímky trilogie). Argentinští diváci jej měli příležitost zhlédnout v červnu a červenci v Tucumánu, Puerto Madrynu a Tandilu, v říjnu v Olavarríe či v prosinci 2007 pak v Pinamaru. Prezentován byl také na festivalu v Mexiku (říjen 2007) a Urugayi (srpen 2008).
Do argentinských kin byl uveden 3. května 2007.
V roce 2007 byl film vydán na DVD.

## Přijetí
Film La peli byl dán v Argentině pouze do omezené kinodistribuce. V květnu 2007 byl nasazen pouze v devíti sálech, z nichž šest bylo v Buenos Aires a tři v Rosariu. Čtvrtý, závěrečný týden, byl promítán i v jednom sále v La Platě. Snímek zhlédlo v kinech celkem 8898 diváků, tržby činily v přepočtu 17 235 dolarů.
Na festivalu v Mar del Platě získal Carlos Resta cenu pro nejlepšího herce a na festivalu v Tandilu byla za svůj herecký výkon oceněna Natalia Oreiro.
Podle deníku La Nación se jedná o průměrný film, který postrádá něhu předchozích dvou dílů Postiglioneho trilogie. Filmař vytvořil příliš komplikovaný scénář, takže příběh připomíná sérii absurdních scén, a je složité se orientovat v charakterech jednotlivých postav. Vedlejší postava novinářky, kterou ztvárnila Oreiro, je dle listu poměrně zbytečná. Herecké výkony všech tří představitelů Diega však byly dobré, stejně jako Noelia Campo v hlavní ženské roli. Leandro Arteaga z deníku Página/12, který ohodnotil La peli šesti body z deseti, uvedl, že nejlepší prvkem filmu je jeho původní námět a výkon Carlose Resty. Kritizoval však provedení snímku, některé nadbytečné monology, scény a postavy, které toho pro příběh mnoho nepřináší (novinářka).